# 애프터 웨딩 인 뉴욕
《애프터 웨딩 인 뉴욕》(영어: After the Wedding)은 2019년 개봉한 미국의 드라마 영화이다. 바트 프레인들릭 감독의 작품이며 줄리앤 무어, 미셸 윌리엄스, 빌리 크루덥이 출연했다. 덴마크 감독 수산 비어의 2007년작 《애프터 웨딩》을 리메이크한 작품으로, 원작의 남편 관점 이야기를 아내 관점으로 재창작하였다.
2019년 1월 선댄스 영화제에서 초연되었고 8월 북미 극장에 개봉하였다. 대한민국에는 2020년 4월 23일에 개봉되었다.

## 줄거리
인도의 고아원 공동 설립자인 이저벨은 후원금을 받기 위해 뉴욕으로 간다. 거액 자산가인 테레사 영을 만나러 가는 것을 망설였지만, 테레사는 직접 만날 것을 요구했고 결국 이저벨은 테레사의 딸 그레이스의 결혼식 전날 뉴욕에 도착한다. 결혼식에서 이저벨은 테레사의 남편이 자신의 옛 연인 오스카 칼슨이라는 사실에 놀라고, 더 나아가 신부인 그레이스가 오스카의 친딸임을 알게 된다. 곧, 이저벨은 자신이 십 대 시절에 입양 보낸 딸이 그레이스라는 것을 깨닫는다. 이저벨은 오스카를 찾아가 따지고, 오스카는 입양 후 30일 이내에 마음을 바꿔 아이를 되찾았지만 이저벨에게 알리지 않았음을 고백한다. 결국 이저벨은 오스카와 테레사에게 그레이스에게도 이 사실을 알리라고 강요한다.
테레사는 이저벨에게 그레이스와의 관계를 회복하고 오스카와 다시 이어질 것을 권유하며 고아원에 대한 기부를 늘린다. 이로 인해 이저벨은 뉴욕에 더 머무르게 된다. 테레사는 기부금과 이저벨과 그레이스의 이름을 딴 기금 설립을 조건으로 이저벨에게 뉴욕으로 영구 이주할 것을 제안한다. 이저벨은 테레사의 진짜 의도를 의심하며 따지다가 테레사가 시한부라는 사실을 알게 된다. 테레사는 이저벨과 오스카, 그레이스의 관계를 모두 알고 있었으며, 그레이스와 자신의 쌍둥이 아들에게 새로운 엄마 역할을 맡기기 위해 이 모든 상황을 계획했음을 밝힌다. 오스카 역시 아내의 병을 알게 되고, 그레이스는 결혼과 친모의 등장으로 혼란스러워한다.
테레사가 죽고 가족들은 그녀의 유골을 뿌린다. 이저벨은 인도로 돌아가 고아원과 제이를 방문한다. 영화는 고아원에서 제이와 친구들이 축구하는 장면으로 끝을 맺는다.

## 출연
- 줄리앤 무어 - 이저벨 앤더슨 역
- 미셸 윌리엄스 - 테리사 영 역
- 빌리 크루덥 - 오스카 칼슨 역
- 애비 퀸 - 그레이스 칼슨 역
- 윌 체이스 - 프랭크 역
- 에이사 데이비스 - 타냐 역
- 수잔 블랙웰 - 그웬 역
- 도리스 맥카시